# Списак епизода серије Црна свадба
Црна свадба је српска телевизијска серија која је премијерно почела са емитовањем од 23. октобра 2021. године на каналу Суперстар ТВ и 30. октобра 2021. на РТС 1. 
Серија Црна свадба за сада броји 1 сезону и 10 епизода. У плану је и друга сезона серије.

## Преглед
| Сезона | Сезона | Епизоде | Епизоде | Оригинално емитовање | Оригинално емитовање | Оригинално емитовање |
| Сезона | Сезона | Епизоде | Епизоде | Премијера            | Финале               | Мрежа                |
| ------ | ------ | ------- | ------- | -------------------- | -------------------- | -------------------- |
|        | 1.     | 10      | 10      | 23. октобар 2021.    | 21. новембар 2021.   | Суперстар ТВ РТС 1   |
|        | 2.     | 10      | 10      | 2024.                | 2024.                | Суперстар ТВ РТС 1   |